# Aysel Teymurzadeh
Aysel Teymurzadeh (Bacu, 25 de abril de 1989) é uma cantora de R&B azerbaijana que representou o seu país no Festival Eurovisão da Canção 2009.

## Festival Eurovisão da Canção
Aysel Teymurzadeh foi escolhida internamente pela televisão do Azerbaijão para representar o país no Festival Eurovisão da Canção 2009, em Moscovo, Rússia. Juntamente com o cantor irano-azerbaijano Arash apresentou a canção "Always", e terminaram em terceiro lugar. Ambos venceram em 2009 o Quarto Prêmio Anual do Rádio do Festival Eurovisão da Canção (em inglês: ESC Radio Awards) na categoria melhor grupo.

## Vida pessoal
Para além de cantar, foi estudante de Relações Internacionais.